# ムラサキオーストラリアムシクイ
ムラサキオーストラリアムシクイ （Malurus splendens）は、スズメ目オーストラリアムシクイ科オーストラリアムシクイ属の鳥類。

## 分布
オーストラリアの南西部および内陸部。

## 形態
全長13〜14cm。
オスは全身が紺色もしくは瑠璃色で、冠羽、耳羽は光沢のある空色。胸はつやのある紫色であり、黒く縁取られている。また、過眼線から首の後ろにかけて、くちばし、脚は黒色。非繁殖期、繁殖に参加しないオスは淡い茶褐色で、風切り羽および尾羽は青色。腹側は白色。
メスは淡い茶褐色、風切り羽は褐色で、尾は青色である。アイリングは淡い紅色。

## 生態
昆虫食の強い雑食性で、小さな昆虫を食べるほか、小さな果実、種なども採食する。
群れで暮らし、草を用いてドーム型の巣を作る。
繁殖はルリオーストラリアムシクイに似ている。オスとメスがつがいとなり一生連れ添うそうが、どちらもパートナー以外の多数の相手と繁殖を行うため、一夫一妻の生活ではあるが、性的関係を重要視するのであれば多重婚であるといえる。2-4個の卵を産む。

### オスの求愛
オスは、天敵の鳴き声が聞こえたときに、あえて高らかに鳴くことがあることで知られている。
シカゴ大学の研究で、メスに「（天敵であるモリツバメ科の鳥）Butcherbirdの鳴き声」とオスの「縄張りをマーキングするときの鳴き声」、「天敵に遭遇するなど危機的状況時の鳴き声」を様々な組み合わせで聞かせると、「Butcherbirdの鳴き声」が聞こえた直後に、「天敵に遭遇するなど危機的状況時の鳴き声」が重なるパターンに強い反応を示し、鳴き声が聞こえる方向に向かって鳴き返すといった行動をとったという。
天敵であるButcherbirdの鳴き声を聞いたメスは非常に注意深い状態になり、オスの鳴き声を注意深く聞くと考えられており、さらに危機感により、近くにいるオスと本能的につがいになりやすいことも分かっている。
これは、あえて危険に身を晒すことで強さをアピールするハンディキャップ理論ではなく、天敵の鳴き声を利用しているだけとみられている。天敵の位置が分かっており、狩りをしているわけではなく、鳴いているだけということをはっきりと把握することができる状況だからだ。

## 分類
ルリオーストラリアムシクイと近縁である。ルリオーストラリアムシクイの進化の歴史を参照のこと。
種内では4亜種に分けられる。
- M. s. splendens：基亜種で西オーストラリア州南西部に分布する。
- M. s. musgravei：南オーストラリア州からノーザンテリトリー南部にかけて分布する。風切り羽は黒みがかった青。
- M. s. melanotus：クイーンズランド州内陸部、ニューサウスウェールズ州内陸部から南オーストラリア州の東部にかけて分布する。風切り羽が黒い。
- M. s. emmottorum：M. s. melanotusの分布の北部に局所的に分布している。1999年に記載された亜種。M. s. melanotusに似るが、くちばしがより短い。

## 絶滅危惧評価
- LEAST CONCERN (IUCN Red List Ver. 3.1 (2001))
[2]

## 参照・注釈
1. ↑  “「ホラー映画効果」を利用しオスがメスにアピールする鳥 - GIGAZINE”. gigazine.net (2011年1月19日). 2023年9月15日閲覧。
2. ↑  Malurus splendens  (Species Factsheet by BirdLife International)

- Egerton, L. ed. 2005. Encyclopedia of Australian wildlife. Reader's Digest ISBN 9780864491183
- Michael Morcombe,Field Guide to Australian Birds, Steve Panish Publishing, 2004, ISBN 9781740215596